# Polyrhachis fissa
Polyrhachis fissa é uma espécie de formiga do gênero Polyrhachis, pertencente à subfamília Formicinae.